# Io non mi arrendo
Io non mi arrendo è una miniserie televisiva italiana trasmessa il 15 e il 16 febbraio 2016 su Rai 1 che racconta la storia di Marco Giordano, ispirata alla vita del poliziotto della Criminalpol Roberto Mancini, morto per un linfoma non-Hodgkin che lo ha colpito a seguito delle indagini sul traffico di rifiuti tossici in Campania nella zona che verrà ribattezzata Terra dei fuochi.

## Trama
Marco Giordano è un giovane ispettore di provincia che insieme ad un gruppo di collaboratori (Rino, Lucio, Alessio e Michele) scopre il traffico di rifiuti tossici sversati nelle discariche abusive dall'avvocato Gaetano Russo con il lasciapassare di Don Antonio Pomarico. Nonostante le sue indagini, viene più volte ostacolato nel suo lavoro dai personaggi coinvolti nella vicenda come il vice-questore Valente.
Nel suo lavoro, poi, trova anche Maria, una giovane ragazza polacca in cerca del rinnovo del permesso di soggiorno e che poi sposerà in Polonia dalla quale avrà una figlia di nome Martina.
Dopo numerosi tentativi di portare avanti la sua indagine e nonostante le prove raccolte, il caso verrà archiviato rapidamente e Giordano invitato a dedicarsi ad indagini meno impegnative. Nel frattempo, Marco scopre di essersi ammalato di tumore proprio a causa del tempo trascorso nelle zone contaminate della Terra dei Fuochi per le sue indagini. A nulla serviranno i cicli di chemioterapia a cui si sottoporrà, avendo sempre la moglie Maria al suo fianco.
Poco prima della sua morte, Marco Giordano viene convocato dal giovane magistrato napoletano Giovanni Cattaneo, intenzionato a riaprire il caso. Ad ostacolare l'intenzione si aggiunge il fatto che i fascicoli relativi alle indagini svolte dall'ispettore sono misteriosamente scomparsi: l'unico modo per ricostruire l'accaduto è riunire la squadra e tornare indietro nel tempo e nel racconto e la squadra riesce a far condannare Russo e Pomarico e, dopo poco tempo, Giordano muore, perdendo la partita con la malattia che l'aveva lentamente divorato.

## Ascolti TV
| Episodio nº | Messa in onda    | Telespettatori | Share  |
| ----------- | ---------------- | -------------- | ------ |
| 1           | 15 febbraio 2016 | 7.252.000      | 27,76% |
| 2           | 16 febbraio 2016 | 7.356.000      | 28,15% |

## Produzione
La miniserie è prodotta da Rai Fiction, Picomedia e Iblafilm di Giuseppe Fiorello (attore protagonista e collaboratore alla sceneggiatura) con il sostegno della Apulia Film Commission. Le riprese si sono svolte quindi in Puglia e non in Campania tra il giugno e il luglio 2015 tra le province di Bari (Conversano, Castellana Grotte e Locorotondo) e Brindisi (Ostuni, Fasano, Carovigno e Mesagne) e la città di Lecce.